# L'Affaire Buckley
Pour plus de détails, voir Fiche technique et Distribution.
L'Affaire Buckley (Almost Married) est un film muet américain réalisé par Charles Swickard, sorti en 1919.

## Fiche technique
- Titre français : L'Affaire Buckley
- Titre original : Almost Married
- Réalisation : Charles Swickard
- Scénario : Philip Lonergan, June Mathis et Luther Reed d'après une histoire de E.V. Durling
- Photographie : William E. Fildew
- Société de production : Metro Pictures Corporation
- Société de distribution : Metro Pictures Corporation
- Pays de production :  États-Unis
- Format : noir et blanc — 35 mm — 1,33:1 — Film muet
- Genre : Comédie dramatique
- Durée : 50 minutes - 5 bobines - 1 400 m
- Date de sortie :
  - États-Unis : 2 juin 1919

## Distribution
- May Allison : Adrienne Le Blanc
- June Elvidge : Patricia 'Patty' Hudson
- Sam B. Hardy : Lt. James 'Jim' Winthrop, Jr.
- Walter I. Percival : Carrington O'Connell
- Frank Currier  : Michael O'Connell
- Malcolm Fassatt : Walter Kirkwood
- W.T. Carleton : James Winthrop, Sr.
- Harry Rattenbury : Papa Le Blanc
- James Wharton James : Hastings
- Hugh Fay : Manny Morrison